# Џеси Нелсон
Џесика Луиза Нелсон (енгл. Jessica Louise Nelson; Лондон, 14. јун 1991) је енглеска певачица, која је била чланица британске девојачке групе Литл Микс од 2011. до 2020. године. Године 2021. дебитовала је као соло уметница у песми са Ники Минаж у октобру 2021. године.
Током свог рада са групом објавила је шест студијских албума, остварила пет број један синглова на UK Singles Chart и продала преко 60 милиона плоча широм света, што групу чини једном од најпродаванијих женских група на свету.
Пре њеног одласка из групе 2020. године, Нелсонова је 2019. објавила свој документарац на Би-Би-Си 3, под називом Jesy Nelson: Odd One Out. Документарац је заснован на њеном искуству са својом сликом тела и онлајн малтретирањем. Документарац је оборио рекорде и био је најбољи чињенични наслов Би-Би-Сија три од када се канал преселио на интернет, а на Би-Би-Си 3 га је погледало 3,3 милиона гледалаца.

## Биографија
Џеси Луиз Нелсон  рођена је 14. јуна 1991. Одгајана је у Ромфорду, у источном Лондону, у породици Џона Нелсона, бизнисмена, и Џенис Нелсон, службеника за подршку полицијске заједнице. Њени родитељи су се раздвојили када је имала пет година. Она је друго најмлађе од четворо деце са старијом сестром Џејд, старијим братом Џонатаном и млађим братом Џозефом.

## Каријера
У такмичењима Икс Фактор, Џеси и Пери Едвардс су стављене у групу под називом "Фаук Пас", док су Џејд Тирвал и Ли-Ен Пинок требало да буду стављене у групу под називом "Орион". Ниједна од група нису успеле да прођу у следећу фазу. Каснија одлука судија опозвала је по два члана из сваке групе да формирају четворочлану групу Ритмикс, шаљући их у одељак „куће за судије“. На крају су стигли до наступа уживо, а ментор им је била Тулиса Контоставлос. 28. октобра 2011. објављено је да ће ново име бенда бити Литл Микс. 11. децембра 2011. године, Литл Микс су проглашене за победнике, што их је учинило првим бендом који је икада победио у овој емисији.
Након победе у емисији, Литл Микс је потписао уговор са Syco Music, чији је власник Сајмон Кауел. Откако се придружила групи, Нелсон се суочавала са сајбер малтретирањем. У 2020. години напушта групу, а у мају 2021. објавила је да је потписала уговор са Полидор Рекордсом и да ће издавати соло музику.

## Лични живот
Нелсон је рекла да је малтретирање у школи можда допринело томе да је као тинејџерка патила од алопеције изазване стресом. У свом ББЦ документарцу Odd One Out, Нелсон је била гласна о својој борби са сликом тела. Рекла је да би се изгладњивала пре ТВ наступа или снимања видео записа, а затим би касније јела. Рекла је да ју је злостављање онлајн тролова на Твитеру навело да покуша самоубиство 2013. године, наводећи: „Осећала сам да физички више не могу да трпим бол“.
Нелсон је имала 10-месечну везу са чланом Диверситија Џорданом Банџом која је прекинута 2013. године. Године 2014, Нелсон је почела да излази са главним певачем Рикстона, Џејком Рошеом. Пар се верио 19. јула 2015, али је раскинуо у новембру 2016. године. Имала је кратку везу са Крисом Кларком 2017. године, након чега је уследила 16-месечна веза са музичарем Харијем Џејмсом која је окончана у новембру 2018. године. У јануару 2019, Нелсон је почео да излази са такмичарем Острва љубави Крисом Хјузом.
Нелсонова има 15 тетоважа, укључујући и цитат на њеној надлактици: „Музика је најјачи облик магије“. Њено процењено богатство у 2020. било је 5,8 милиона фунти.

### Малтретирање на интернету и слика о телу
У августу 2021, Нелсон је рекла за Гардијан да је од њеног првог појављивања на Икс Фактору са Литл Микс била исмевана због њеног физичког изгледа на друштвеним мрежам. Нелсон је отишла на терапију, где су јој рекли да има поремећај у исхрани.
Нелсон је рекла да је често била обучена другачије од остала три члана Литл Микса јер њен облик тела није одговарао одећи. Након што је хоспитализована, њена мајка је рекла осталим члановима да мора да напусти групу. У 2019. години, Би-Би-Си 3 је објавио документарац под називом Jesy Nelson: Odd One Out, који детаљно описује Нелсонова искуства са сликом о телу и утицају онлајн малтретирања на њен живот и ментално здравље.

### Оптужбе за културно присвајање
У јуну 2018, Нелсон је објавила своју слику на Инстаграму са косом у дредовима. Фотографија је касније обрисана након што је критикована због оптужби за културно присвајање.
У мају 2021. Џеси је оптужена за „блекфишинг“ (облик културног присвајања). Њено име се појавило на Твитеру након што су неки корисници схватили да је белкиња, а раније су веровали да је Нелсон црнкиња због њеног појављивања на друштвеним мрежама.
Године 2021, након објављивања њеног музичког спота за "Boyz", Нелсонова се суочила са критикама на мрежи због свог појављивања у музичком споту, а људи су коментарисали њен акценат и тамну кожу.

## Дискографија

### Синглови
| Наслов | Година |                                |      |
| ------ | ------ | ------------------------------ | ---- |
| Наслов | Година | "Boyz" (featuring Nicki Minaj) | 2021 |

## Награде и номинације
| Година | Церемонија                 | Категорија             |
| ------ | -------------------------- | ---------------------- |
| 2019   | CelebMix Awards            | Највећа инспирација    |
| 2019   | Metro UK Awards            | Славна личност године  |
| 2019   | I Talk Telly Awards        | Најбољи документарац   |
| 2019   | OnSide Awards              | Златна награда         |
| 2020   | National Television Awards | Реални забавни програм |
| 2020   | Visionary Honours Awards   | Документарац године    |
| 2020   | PLT Awards                 | Инфлуенсер године      |
| 2020   | CelebMix Awards            | Највећа инспирација    |